# Melchor Gaspar de Jovellanos

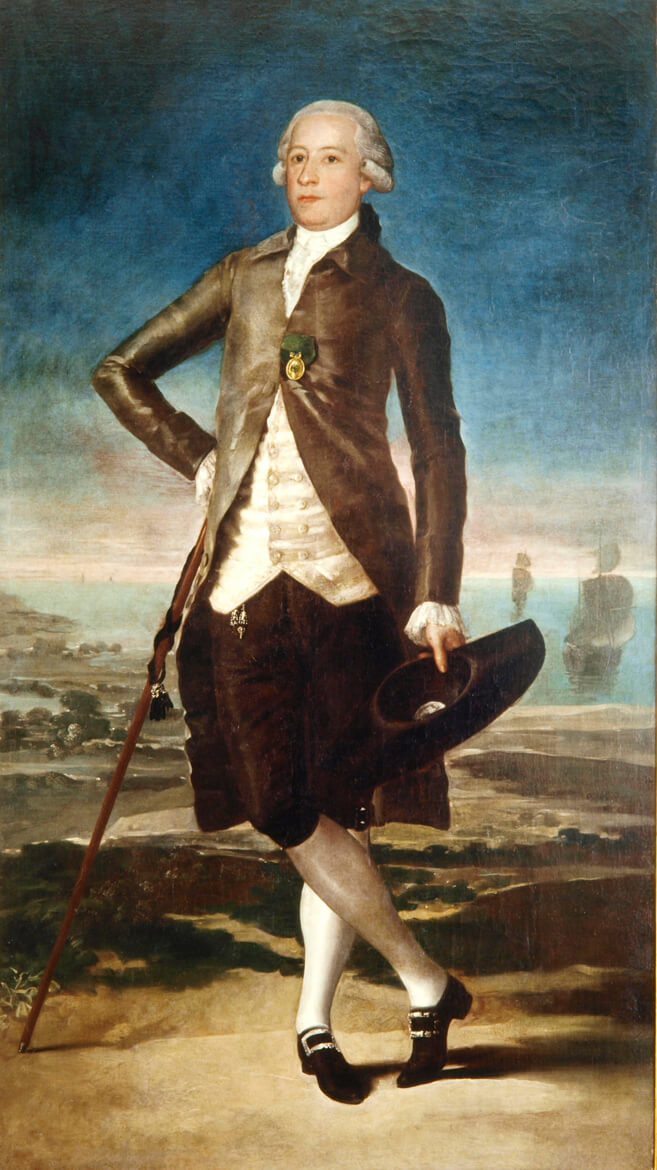
Gaspar Melchor de Jovellanos pictat de Goya

Gaspar Melchor de Jovellanos (n. 5 ianuarie 1744, Gijón, Asturia, Spania – d. 27 noiembrie 1811, Puerto de Vega⁠(d), Asturia, Spania) a fost un scriitor și filozof iluminist spaniol.
Influențat de ideile enciclopediștilor francezi, a fost promotorul unor reforme sociale și culturale.
De asemenea, prin versurile sale meditative, de senină melancolie, a fost considerat și precursor al romantismului.

## Scrieri
- 1769: Pelayo
- 1774: Delincventul cinstit ("El delincuente honrado")
- 1790: Memoriu asupra spectacolelor ("Memoria sobre los espectáculos")
- 1792: Munuza.